# Hans Strauß (Jurist, 1952)
Hans Strauß  (* 1952 in Ludwigshafen am Rhein) ist ein deutscher Jurist.

## Leben
Strauß trat 1979 in den Justizdienst des Landes Baden-Württemberg ein. Er wurde zunächst Richter auf Probe beim Verwaltungsgericht Karlsruhe. Von 1980 bis 1982 war er ans Landratsamt Karlsruhe abgeordnet. 1982 wurde er zum Richter auf Lebenszeit ernannt. Von 1984 bis 1987 wurde er an das Bundesverfassungsgericht abgeordnet und kehrte daraufhin ans Verwaltungsgericht Karlsruhe zurück. 1989 wurde er zum Richter am Verwaltungsgerichtshof Baden-Württemberg ernannt. 1994 kehrte er als Vorsitzender Richter an das Verwaltungsgericht Karlsruhe zurück. 2004 wurde er Vorsitzender Richter am Verwaltungsgerichtshof Baden-Württemberg. Von 2006 bis zu seiner Pensionierung 2017 war er schließlich Präsident des Verwaltungsgerichts Karlsruhe. Von 2002 bis 2012 war Strauß zudem Richter am Staatsgerichtshof für das Land Baden-Württemberg.
Strauß ist verheiratet und hat zwei Kinder.